# Катастрофа Ми-4 под Батагаем
Катастрофа Ми-4 под Батагаем — авиационная катастрофа, произошедшая в субботу 30 апреля 1977 года, когда в районе Батагая (Якутия) потерпел катастрофу вертолёт Ми-4А компании Аэрофлот, в результате чего погибли 6 человек.

## Катастрофа
Ми-4А с бортовым номером СССР-01821 (заводской — 13165, выпущен в 1965 году) Батагайского объединённого авиаотряда Якутского управления гражданской авиации 30 апреля выполнял полёт по маршруту Тенкели — Крайний — Ванькина Губа, а на его борту находились 3 члена экипажа, во главе с командиром А. М. Рублюком, и 3 пассажира. Но во время полёта вертолёт исчез. Лишь 8 мая, по запросу заказчика, служба движения Батагайского аэропорта начала поиски пропавшего Ми-4 и через 2 дня 10 мая тот был найден разрушенным и сгоревшим на озере в 135 километрах севернее Тенкели.
Как было установлено, наиболее вероятно, что в полёте на высоте 150—200 метров возник пожар. Экипаж приступил к экстренному снижению и попытался совершить посадку на озеро. Но при посадке возникла опасность столкновения с берегом, поэтому экипаж в спешке начал выполнять отворот на малой высоте с креном до 40°. Потеряв высоту, вертолёт зацепился лопастями за лёд на озере и упал, при этом полностью разрушившись. Все 6 человек на борту погибли.

## Причины
На полу грузовой кабины следователи обнаружили множество спичек и окурков, из чего был сделан вывод, что наиболее вероятно пожар произошёл из-за курения пассажиров.